# Tildy híd
A Tildy híd a Dunakanyarban, a Duna szentendrei ágán átívelve Tahitótfalu két részét köti össze, illetve a Szentendrei-szigetet a Duna jobb partjával. A híd 19,8 folyamkilométernél található. Az 1114-es számú mellékút halad keresztül rajta.

## Története

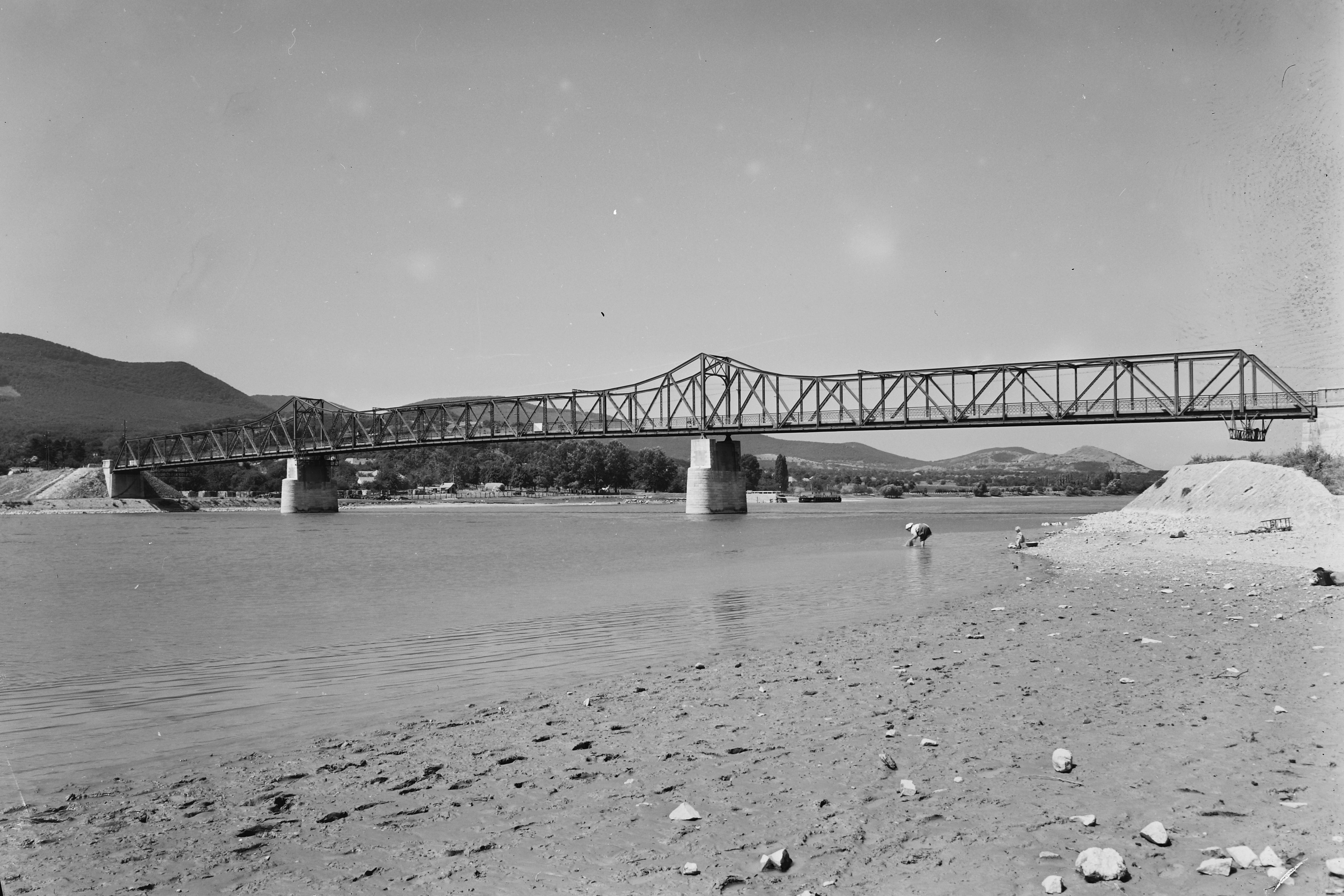
A negyedik híd 1955-ben

Az első hidat 1912 tavaszán kezdték építeni. Két évvel később, a világháború kitörése előtt egy héttel szentelték föl, és az Almásy-híd nevet kapta. Ezt a hidat 1944 decemberében a németek felrobbantották. 1945 januárjában az orosz hadsereg cölöphidat épített, amit a jeges ár még azon a télen elvitt. Építettek helyette egy harmadikat, majd Tildy Zoltán és Gerő Ernő idejében egy negyediket, amelynek a szerkezete már vasból készült. A ma is álló vasbeton híd az ötödik a sorban: 1978-ban épült a régi, alacsonyabb híd felhajtójának északi oldalára. 2007-ben Tildy Zoltánról nevezték el.
A híd tahitótfalusi hídfőjénél 2000-ben mindkét forgalmi sáv mellett egy szoborpárt helyeztek el. A "hídvigyázókat" Vadász György tervezte, kivitelezte: Nagy Kristóf, Nagy Bulcsú, Wahorn Róbert. Anyaguk tölgyfa és kovácsoltvas, egyenként kb. 3 méter magasak, 1999-ben készültek. Stilizált emberalakok, mellkasukon, a szívük helyén nagy méretű kolompok helyezkednek el. Az észak felé eső alak koronát visel.
Az első híd megépítésének kezdeményezője Fülöp Béla református tanító volt. A szükséges anyagiakat ő kezdte előteremteni, a falu népének támogatásával. Segítségükre sietett a győztes párt alakította kormány, mely Wekerle Sándor pénzügyminiszter vezetésével 250 ezer korona kamatmentes hitelt folyósított a falunak a hídépítésre, 15 éves lejárattal.
A híd használatáért fizetni kellett: gyalogosok 2 fillérért, kocsik, szekerek 10-20 fillérért kelhettek át oda-vissza. A nem helybeliektől dupla hídpénzt szedtek.

## Építése
A híd részeit kis darabokban hordták Tahitótfaluba, és a helyszínen szegecselték össze, a szegecsek melegítésével és a hídrészek kézi összekalapálásával (akkor még nem ismerték a hegesztést). A földmunkát idegenből érkezett kubikosok végezték. A híd nem egészen két év alatt készült el; átadására a világháború kitörése előtt egy héttel került sor.

## Jelenlegi neve
A földrajzi nevek és műtárgyak elnevezésében illetékes Földrajzinév-bizottság 2007. október 8-i ülésén az átkelő a Tildy híd nevet kapta. A névadó ünnepséget 2008. október 23-án tartották; ekkor került felavatásra a híd tövében a Tildy-emlékhely is. Az eseményen jelen volt Boross Péter korábbi miniszterelnök, Bölcskei Gusztáv református püspök, a Tildy Alapítvány több tagja – köztük Horváth János országgyűlési képviselő –, valamint Tahitótfalu önkormányzatának képviselő-testülete.